# Junioren-Badmintonasienmeisterschaft 2011
Die Junioren-Badmintonasienmeisterschaft 2011 fand vom 5. bis 9. Juli 2011 in Lucknow, Indien, statt.

## Austragungsort
- U. P. Badminton Academy, Gomti Nagar

## Medaillengewinner
| Disziplin            | Gold | Silber | Bronze |
| -------------------- | --- | --- | --- |
| Herreneinzel         | Zulfadli Zulkiffli | Sameer Verma | Kento Momota |
| Herreneinzel         | Zulfadli Zulkiffli | Sameer Verma | Liu Kai |
| Dameneinzel          | Sun Yu | Shen Yaying | P. V. Sindhu |
| Dameneinzel          | Sun Yu | Shen Yaying | Hui Xirui |
| Herrendoppel         | Lin Chia-yu Huang Po-jui | Lu Ching-yao Huang Chu-en | Teo Ee Yi Nelson Heg Wei Keat |
| Herrendoppel         | Lin Chia-yu Huang Po-jui | Lu Ching-yao Huang Chu-en | Ronald Alexander Selvanus Geh |
| Damendoppel          | Suci Rizky Andini Tiara Rosalia Nuraidah | Lee Meng Yean Chow Mei Kuan | Ayako Sakuramoto Ayano Torii |
| Damendoppel          | Suci Rizky Andini Tiara Rosalia Nuraidah | Lee Meng Yean Chow Mei Kuan | Ou Dongni Xiong Rui |
| Mixed                | Lukhi Apri Nugroho Ririn Amelia | Pei Tianyi Ou Dongni | Chen Zhuofu Xiong Rui |
| Mixed                | Lukhi Apri Nugroho Ririn Amelia | Pei Tianyi Ou Dongni | Praveen Jordan Tiara Rosalia Nuraidah |
| Gemischte Mannschaft | Volksrepublik China Chen Zhuofu Guo Kai Huang Yuxiang Li Junhui Liu Yuchen Pei Tianyi Xue Song Zhuge Lukai Huang Yaqiong Hui Xirui Ou Dongni Sun Yu Xiao Jia Xiong Rui Yu Xiaohan Zheng Yu | Malaysia Nur Mohd Azriyn Ayub Goh Giap Chin Nelson Heg Wei Keat Low Juan Shen Jagdish Singh Soong Joo Ven Teo Ee Yi Zulfadli Zulkiffli Sonia Cheah Su Ya Cheah Yee See Joyce Choong Chow Mei Kuan Shevon Jemie Lai Lee Meng Yean Lim Yin Fun Yang Li Lian | Indien B. Venkatesh C. Rohit Yadav Hema Nagendra Babu Thandarang Pratul Joshi N. V. S. Vijetha Shivam Sharma Srikanth Kidambi Sameer Verma Ruthvika Shivani Gauri Ghate Daya Elsa Jacob Tanvi Lad Maneesha Kukkapalli P. V. Sindhu Poorvisha Ram Arathi Sara Sunil                                                               |
| Gemischte Mannschaft | Volksrepublik China Chen Zhuofu Guo Kai Huang Yuxiang Li Junhui Liu Yuchen Pei Tianyi Xue Song Zhuge Lukai Huang Yaqiong Hui Xirui Ou Dongni Sun Yu Xiao Jia Xiong Rui Yu Xiaohan Zheng Yu | Malaysia Nur Mohd Azriyn Ayub Goh Giap Chin Nelson Heg Wei Keat Low Juan Shen Jagdish Singh Soong Joo Ven Teo Ee Yi Zulfadli Zulkiffli Sonia Cheah Su Ya Cheah Yee See Joyce Choong Chow Mei Kuan Shevon Jemie Lai Lee Meng Yean Lim Yin Fun Yang Li Lian | Indonesien Ronald Alexander Selvanus Geh Praveen Jordan Lukhi Apri Nugroho Shesar Hiren Rhustavito Rangga Yave Rianto Panji Akbar Sudrajat Rizky Susanto Ririn Amelia Suci Rizky Andini Tiara Rosalia Nuraidah Melati Daeva Oktavianti Elyzabeth Purwaningtyas Khaeriah Rosmini Yulia Yosephine Susanto Gloria Emanuelle Widjaja |

## Teams

### Gruppe A
| Platz | Team                | Pld | W | L | MF | MA | MD  | GF | GA | GD  | PF  | PA  | PD   | Pts | Qualifikation |  | CHN | JPN | BAN | SYR |
| ----- | ------------------- | --- | - | - | -- | -- | --- | -- | -- | --- | --- | --- | ---- | --- | ------------- |  | --- | --- | --- | --- |
| 1     | Volksrepublik China | 3   | 3 | 0 | 14 | 1  | +13 | 29 | 4  | +25 | 666 | 308 | +358 | 3   | Q             |  | —   | 4–1 | 5–0 | 5–0 |
| 2     | Japan               | 3   | 2 | 1 | 11 | 4  | +7  | 24 | 9  | +15 | 618 | 381 | +237 | 2   | Q             |  |     | —   | 5–0 | 5–0 |
| 3     | Bangladesch         | 3   | 1 | 2 | 3  | 12 | −9  | 6  | 24 | −18 | 308 | 599 | −291 | 1   |               |  |     |     | —   | 3–2 |
| 4     | Syrien              | 3   | 0 | 3 | 2  | 13 | −11 | 4  | 26 | −22 | 287 | 591 | −304 | 0   |               |  |     |     | —   |     |

### Gruppe B
| Platz | Team              | Pld | W | L | MF | MA | MD  | GF | GA | GD  | PF  | PA  | PD   | Pts | Qualifikation |  | TPE | THA | SRI | JOR |
| ----- | ----------------- | --- | - | - | -- | -- | --- | -- | -- | --- | --- | --- | ---- | --- | ------------- |  | --- | --- | --- | --- |
| 1     | Chinesisch Taipeh | 3   | 3 | 0 | 11 | 4  | +7  | 25 | 8  | +17 | 654 | 416 | +238 | 3   | Q             |  | —   | 3–2 | 3–2 | 5–0 |
| 2     | Thailand          | 3   | 2 | 1 | 11 | 4  | +7  | 22 | 10 | +12 | 605 | 418 | +187 | 2   | Q             |  |     | —   | 4–1 | 5–0 |
| 3     | Sri Lanka         | 3   | 1 | 2 | 8  | 7  | +1  | 16 | 15 | +1  | 525 | 460 | +65  | 1   |               |  |     |     | —   | 5–0 |
| 4     | Jordanien         | 3   | 0 | 3 | 0  | 15 | −15 | 0  | 30 | −30 | 140 | 630 | −490 | 0   |               |  |     |     | —   |     |

### Gruppe C
| Platz | Team       | Pld | W | L | MF | MA | MD  | GF | GA | GD  | PF  | PA  | PD   | Pts | Qualifikation |  | INA | HKG | SGP | NEP |
| ----- | ---------- | --- | - | - | -- | -- | --- | -- | -- | --- | --- | --- | ---- | --- | ------------- |  | --- | --- | --- | --- |
| 1     | Indonesien | 3   | 3 | 0 | 14 | 1  | +13 | 29 | 3  | +26 | 658 | 385 | +273 | 3   | Q             |  | —   | 4–1 | 5–0 | 5–0 |
| 2     | Hongkong   | 3   | 2 | 1 | 9  | 6  | +3  | 19 | 14 | +5  | 602 | 524 | +78  | 2   | Q             |  |     | —   | 3–2 | 5–0 |
| 3     | Singapur   | 3   | 1 | 2 | 7  | 8  | −1  | 16 | 17 | −1  | 570 | 532 | +38  | 1   |               |  |     |     | —   | 5–0 |
| 4     | Nepal      | 3   | 0 | 3 | 0  | 15 | −15 | 0  | 30 | −30 | 241 | 630 | −389 | 0   |               |  |     |     | —   |     |

### Gruppe D
| Platz | Team       | Pld | W | L | MF | MA | MD  | GF | GA | GD  | PF  | PA  | PD   | Pts | Qualifikation |  | MAS | IND | VIE | IRI  |
| ----- | ---------- | --- | - | - | -- | -- | --- | -- | -- | --- | --- | --- | ---- | --- | ------------- |  | --- | --- | --- | ---- |
| 1     | Malaysia   | 2   | 2 | 0 | 8  | 2  | +6  | 17 | 6  | +11 | 450 | 351 | +99  | 2   | Q             |  | —   | 3–2 | 5–0 | w.o. |
| 2     | Indien (H) | 2   | 1 | 1 | 7  | 3  | +4  | 15 | 7  | +8  | 432 | 345 | +87  | 1   | Q             |  |     | —   | 5–0 | w.o. |
| 3     | Vietnam    | 2   | 0 | 2 | 0  | 10 | −10 | 1  | 20 | −19 | 251 | 437 | −186 | 0   |               |  |     |     | —   | w.o. |
| 4     | Iran       | 0   | 0 | 0 | 0  | 0  | 0   | 0  | 0  | 0   | 0   | 0   | 0    | 0   | Withdrew      |  |     |     |     | —    |

## Medaillenspiegel
| Pos. | Land                | Gold | Silber | Bronze | Total |
| ---- | ------------------- | ---- | ------ | ------ | ----- |
| 1    | Volksrepublik China | 2    | 2      | 4      | 6     |
| 2    | Indonesien          | 2    | 0      | 3      | 5     |
| 3    | Malaysia            | 1    | 2      | 1      | 4     |
| 4    | Chinesisch Taipeh   | 1    | 1      | 0      | 2     |
| 5    | Indien              | 0    | 1      | 2      | 3     |
| 6    | Japan               | 0    | 0      | 2      | 2     |